# Haploskupina Y (mtDNA)
Haploskupina Y je haploskupina lidské mitochondriální DNA.
Haploskupina Y byla objevena na jihu Sibiře a to zhruba u 1 % populace. Zvýšený výskyt byl však zaznamenán též mezi Ainy a Nivky.

## Vazby na jiné haploskupiny
Haploskupina Y se vydělila z haploskupiny N